# کنترل دما

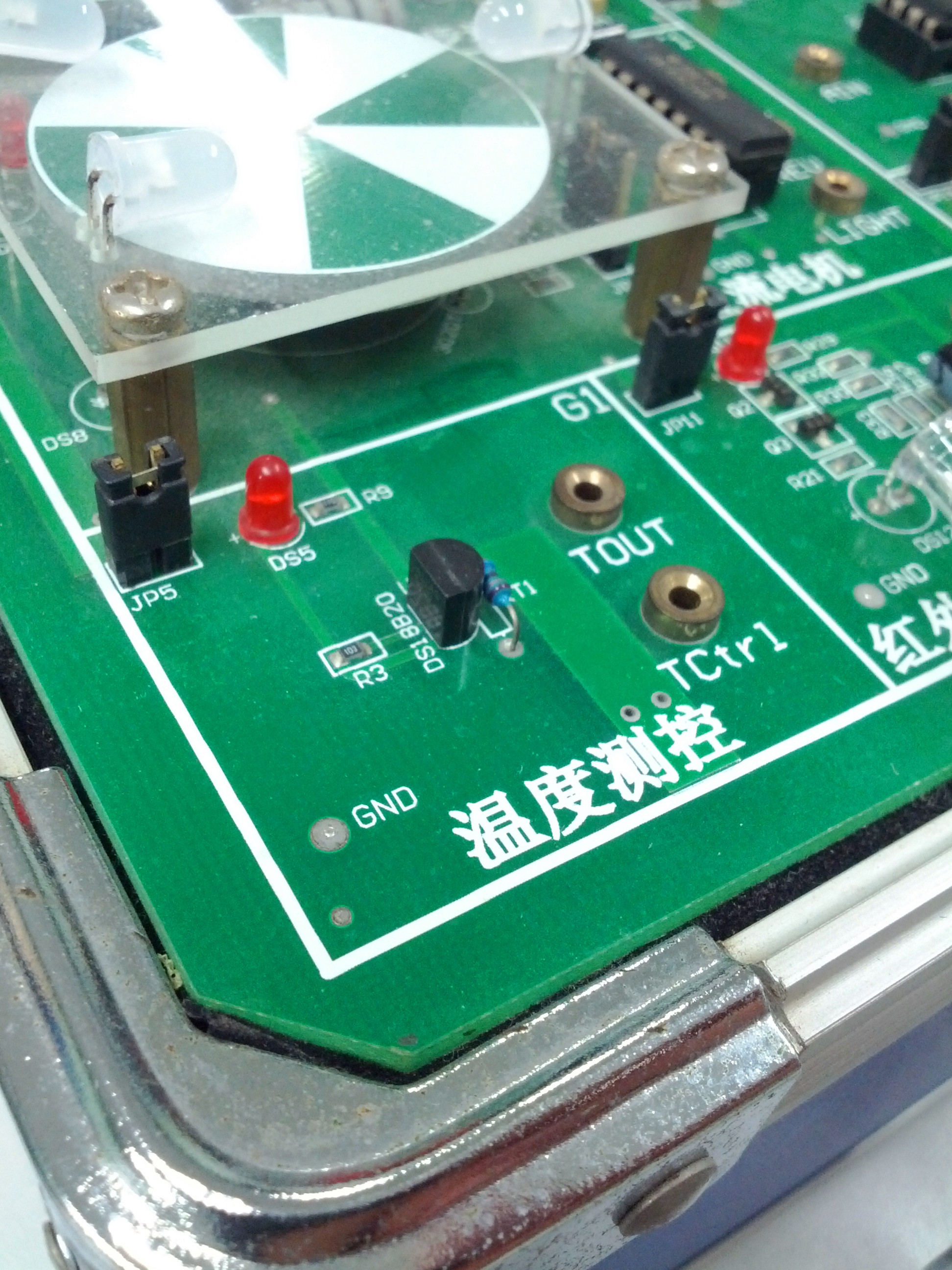
ماژول اندازه‌گیری و کنترل دما برای آزمایش میکروکنترلر

کنترل دما فرآیندی است که در آن تغییر دمای یک فضا یا یک ماده اندازه‌گیری یا تشخیص داده می‌شود و عبور انرژی گرمایی به داخل یا خارج از فضا یا ماده برای رسیدن به دمای مورد نظر تنظیم می‌شود.

## حلقه‌های کنترل
ترموستات خانگی نمونه‌ای از حلقه کنترل بسته است: دمای فعلی اتاق را دائماً اندازه‌گیری می‌کند و آن را با نقطه تنظیم دلخواه تعریف شده توسط کاربر مقایسه می‌کند و بخاری ویا تهویه مطبوع را کنترل می‌کند تا دما را افزایش یا کاهش دهد تا به نقطه مورد نظر برسد. یک ترموستات ساده (ارزان و کم هزینه) صرفاً بخاری یا تهویه مطبوع را روشن یا خاموش می‌کند و باید انتظار داشت که دمای متوسط مطلوب به‌طور موقت افزایش یابد. یک ترموستات گرانتر، بسته به تفاوت بین دمای مورد نیاز «نقطه تنظیم» و دمای واقعی، میزان گرما یا سرمایش ارائه شده توسط بخاری یا کولر را تغییر می‌دهد. این امر بیش از حد / کمتر از حد را به حداقل می‌رساند. این روش را کنترل تناسبی می‌نامند. پیشرفت‌های بیشتر با استفاده از سیگنال خطای انباشته (انتگرال) و سرعت تغییر خطا (مشتق) برای تشکیل کنترل‌کننده‌های PID پیچیده‌تر، که معمولاً در تنظیمات صنعتی دیده می‌شود، استفاده می‌شوند.

## تعادل انرژی
دمای یک جسم یا فضا زمانی که انرژی گرمایی به داخل آن حرکت می‌کند و میانگین انرژی جنبشی اتم‌های آن، مثلاً اشیا و هوای یک اتاق، افزایش می‌یابد. انرژی گرمایی که از یک جسم یا فضا خارج می‌شود، دمای آن را کاهش می‌دهد. گرما از یک مکان به مکان دیگر (همیشه از دمای بالاتر به دمای پایین‌تر) با حداکثر سه فرایند جریان می‌یابد: رسانایی، همرفت و تابش. در رسانایی، انرژی با تماس مستقیم از یک اتم به اتم دیگر منتقل می‌شود. در جابجایی، انرژی گرمایی با رسانش به داخل برخی از سیالات متحرک (مانند هوا یا آب) حرکت می‌کند و سیال از مکانی به مکان دیگر حرکت می‌کند و گرما را با خود حمل می‌کند. در نقطه ای انرژی گرمایی در سیال معمولاً از طریق رسانایی دوباره به جسم دیگری منتقل می‌شود. حرکت سیال را می‌توان با شناوری منفی هدایت کرد، مانند زمانی که هوای سردتر (و در نتیجه متراکم تر) افت می‌کند و بنابراین به سمت بالا هوای گرم تر (کم‌تراکم تر) را جابجا می‌کند (همرفت طبیعی)، یا توسط فن‌ها یا پمپ‌ها (همرفت اجباری). در تشعشع، اتم‌های گرم شده انتشارات الکترومغناطیسی ایجاد می‌کنند که توسط اتم‌های دیگر از راه دور جذب می‌شوند، چه در نزدیکی و چه در فاصله‌های نجومی. به عنوان مثال، خورشید گرما را به عنوان انرژی الکترومغناطیسی نامرئی و مرئی ساطع می‌کند. آنچه ما به عنوان «نور» می‌شناسیم، فقط یک ناحیه باریک از طیف الکترومغناطیسی است.
اگر در مکانی یا چیزی بیش از انرژی از دست رفته دریافت شود، دمای آن افزایش می‌یابد. اگر مقدار انرژی ورودی و خروجی دقیقاً یکسان باشد، دما ثابت می‌ماند و تعادل حرارتی یا تعادل حرارتی وجود دارد.